# Бауцен
Бауцен (њем. Bautzen, глсрп. Budyšin; пре 1868. године носио је лсрп. име Будишин) град је у њемачкој савезној држави Саксонија. Једно је од 63 општинска средишта округа Бауцен. Посједује регионалну шифру (AGS) 14625020, NUTS (DED24) и LOCODE (DE BAU) код. Налази се на реци Шпреја у источној Саксонији.
По подацима с краја 2007. град има 41.364 становника.
Иако у граду живи свега 5-10% Лужичких Срба, Бауцен важи за њихов политички и културни центар у Горњој Лужици.
Градоначелник Бауцена је Кристијан Шрам (ЦДУ).

## Историја
Овај град се први пут у историји помиње 1002. Године 1018. у Бауцен је потписан мир између немачког краља Хенрика II и пољског кнеза Болеслава I. По њему, Бауцен је био под пољском влашћу. Град је постао део Светог римског царства 1033, затим Чешке 1319, и најзад Саксоније 1635.
За време Немачке Демократске Републике Бауцен је био познат по своја два затвора. Данас је у функцији један од њих, док је други (где су затварани политички затвореници) претворен у меморијални музеј.

## Географски и демографски подаци
Град се налази на надморској висини од 204 метра. Површина општине износи 66,6 km².

## Становништво
У самом граду је, према процјени из 2010. године, живјело 41.161 становника. Просјечна густина становништва износи 618 становника/km².

## Међународна сарадња
| Мјесто           | Држава    | Врста сарадње | Од    |
| ---------------- | --------- | ------------- | ----- |
| Јелења Гора      | Пољска    | партнерство   | 1993. |
| Дре              | Француска | партнерство   | 1992. |
| Јаблонец на Ниси | Чешка     | партнерство   | 1993. |
| Извор            |           |               |       |